# Reserva Biológica de Maicuru

A Reserva Biológica de Maicuru, é uma reserva biológica localizada no estado do Pará, Brasil. Possui área de 11.598 quilômetros quadrados de floresta amazônica. A reserva fica entre os rios Rio Maicuru e  Jari na fronteira entre os estados do Pará e Amapá.
Inclui partes das bacias dos rios Maicuru,  Paru e Jari. O parque fica principalmente no município de  Almeirim (94,49%), com uma pequena parte no município de  Monte Alegre. Faz parte do mosaico de áreas protegidas conhecidas como Calha Norte do rio Amazonas. Ele fica ao lado do Parque Indígena Tumucumaque, do Território Indígena Rio Paru d'Este, do Parque Nacional das Montanhas Tumucumaque e da Floresta Estadual de Paru.  .
Quase toda a reserva está na bacia do Paru-Jari, formada pelos rios Itapecuru, Ipitinga, Careparu, Paru e Jarí.
O sul da reserva fica na bacia Cuminapanema-Maicuru, formada pelos rios Maicurú, Curuá, Mamiá, Cuminapanema e Jauaru . A reserva é acessível apenas por pequenos aviões através de pistas de pouso em quatro áreas de mineração na parte centro-sul e uma na parte centro-norte.
A reserva foi criada pelo decreto estadual 2610, de 4 de dezembro de 2006, com o objetivo de preservar o meio ambiente e o ecossistema naturais, apoiar a pesquisa científica e a educação ambiental. A unidade de conservação está totalmente protegida.

## Fonte
- Full list: PAs supported by ARPA, ARPA, consultado em 9 de fevereiro de 2020
- Maicuru Reserva Biológica, ISA:  Instituto Socioambiental, consultado em 9 de fevereiro de 2020
- Plano de Manejo da Reserva Biológica Maicuru Resumo Executivo (PDF), Belém: SEMA: Secretaria de Estado de Meio Ambiente, Maio 2011, consultado em 16 de fevereiro de 2020

1. ↑  Maicuru Reserva Biológica – ISA.
2. 1 2  Reserva Biológica Maicuru – Ideflor-bio.
3. ↑  Plano de Manejo ... Resumo Executivo – SEMA, p. 8.
4. ↑  Plano de Manejo ... Resumo Executivo – SEMA, p. 6.